# Erioptera orbitalis
Erioptera orbitalis är en tvåvingeart som beskrevs av Alexander 1924. Erioptera orbitalis ingår i släktet Erioptera och familjen småharkrankar. Inga underarter finns listade i Catalogue of Life.